# Wilhelm Johann Anton von und zu Daun

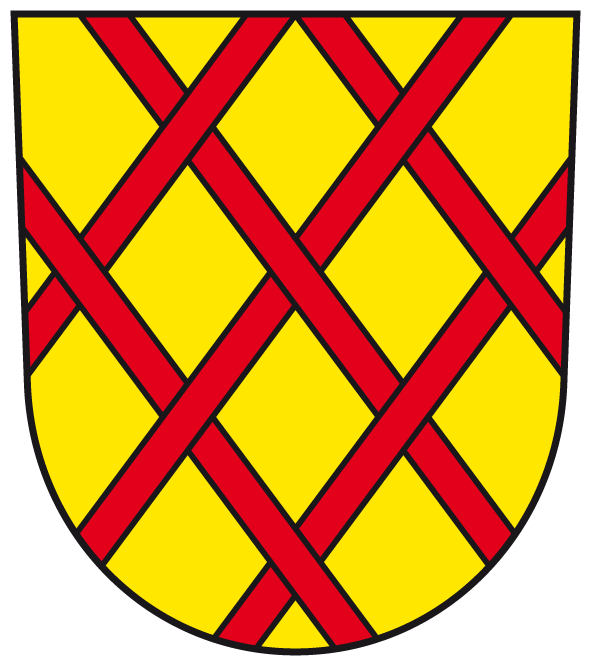
Wappen von Daun

Wilhelm Johann Anton Graf von und zu Daun (* 1621; † 7. Juni 1706) war ein kaiserlicher Generalfeldmarschall, Kommandant von Prag und Inhaber des Infanterie-Regiments „Alt-Daun“.

## Leben
Seine Eltern waren Philipp Ernst von Daun († 1671) und dessen Ehefrau Maria Ursula Groschlag von Diepurg († 1643).
Er war Herr zu Sassenheim und Callenborn im Deutschen Reich wie auch der Herrschaften Ladendorf und Kirchstetten in Niederösterreich. Am kaiserlichen Hof war er Kämmerer, Geheimer und Hofkriegsrat, in der kaiserlichen Armee seit dem 2. Dezember 1683 Feldmarschallleutnant sowie Stellvertreter des Kommandanten der Wiener Stadtguardia. Am 20. Februar 1689 wurde er Feldzeugmeister, zwei Jahre später wurde er als Nachfolger von Christoph Wilhelm von Harrant zum Kommandanten von Prag berufen und erhielt das Prager Garnisonsregiment verliehen, das fortan „Alt-Daun“ genannt wurde. Mit der Beförderung am 30. Dezember 1694 zum kaiserlichen Generalfeldmarschall hatte er den höchstmöglichen Rang in der Armee erlangt.
Daun wurde am 26. Januar 1657 in den niederösterreichischen Herrenstand aufgenommen. Am 17. November 1659 kaufte er von den Erben des Freiherrn Wolf Sigmund von Steger die Herrschaft Ladendorf. Im Jahr 1676 konnte er die Herrschaft Kirchstätten im Namen seiner Frau, der Gräfin von Althann, beim Grafen von Windhag auslösen. Bei der Verteidigung von Wien im Jahr 1683 war er General vom zweiten Rang.
Am 28. Dezember 1683 erhielt Daun ein neues Diplom über die Erhebung in den Reichsgrafenstand mit angehängter goldener Bulle. In der Bulle wurde erklärt, dass das am 13. Dezember 1655 von Kaiser Ferdinand III.  verliehene Diplom während der Kämpfe vernichtet wurde. Außerdem wurde er am 6. März von den Landständen in den alten Herrenstand aufgenommen. Von Kaiser Leopold I. erhielt er am 3. November 1684 das Inkolat des Königreichs Böhmen, am 30. März 1688 auch das Indigenat im Königreich Ungarn für ihn und seine Nachkommen. Er starb den 7. Juni 1706.

## Familie
Daun heiratete 1653 die Freiin Maria Salome von Regal, Tochter des Georg Siegfrieds von Regal und Witwe des Feldmarschallleutnants Georg August von Khevenhüller von Aichelberg (1615–1653). Das Paar bleib ohne Kinder. Nach dem Tod seiner ersten Frau heiratete er am 26. März 1664 in Wien Anna Maria Magdalena von Althann (1635–1712), mit der er mehrere Kinder hatte:
- Dorothea Constantia  (1663–1738) ⚭ 1699 Hannibal Alphons Emanuel von Porcia (1679–1737), kaiserlicher Gesandter
- Beatrix Franziska (1666–1701) ⚭ 1688 Graf Thomas Gundacker von Starhemberg (1663–1745)
- Wirich Philipp (1669–1741), Prinz von Teano ⚭ 1696 Maria Barbara von Herberstein (1675–1735)
- Heinrich Reichard Lorenz (1673–1729), österreichischer Feldmarschallleutnant ⚭ 1714  Maria Josepha Violante von Poymund und Payersberg (1692–1758)
- Heinrich Joseph Dietrich (1678–1761), Feldmarschall ⚭ 1714  Maria Leopoldine Wlaschim (1697–1734)